# Denzel Jubitana
Denzel Jubitana (* 6. května 1999) je surinamský profesionální fotbalista, který hraje na pozici záložníka za řecký klub Atromitos Athény. Narodil se v Belgii, ale hraje za surinamský národní tým.

## Klubová kariéra
Jubitana vstřelil svůj první gól v Jupiler Pro League 18. srpna 2018 proti Sint-Truiden.
Dne 19. července 2021 podepsal Jubitana roční smlouvu s Rodou JC Kerkrade.
Dne 4. února 2022 přestoupil Jubitana do Iraklisu Soluň v Řecku.

### Atromitos
Dne 25. června 2023 podepsal tříletou smlouvu s klubem Atromitos Athény, který hrál v Řecké Superlize. Dne 23. září 2023 vstřelil Jubitana svůj první gól v zápase, který skončil remízou 1:1 na hřišti OFI Kréta.

## Osobní život
Jubitana, narozený v Belgii, má surinamské kořeny. Dne 26. srpna 2024 byl Jubitana povolán na zápasy Ligy národů CONCACAF proti Guyaně a Guadeloupe. Jeho dědeček, Rudi Jubitana, byl také surinamským reprezentačním hráčem.
As of 10 June 2024
| Club             | Season       | League                   | League | League | Cup  | Cup   | Continental | Continental | Other | Other | Total | Total |
| Club             | Season       | Division                 | Apps   | Goals  | Apps | Goals | Apps        | Goals       | Apps  | Goals | Apps  | Goals |
| ---------------- | ------------ | ------------------------ | ------ | ------ | ---- | ----- | ----------- | ----------- | ----- | ----- | ----- | ----- |
| Waasland-Beveren | 2018–19      | Belgian First Division A | 18     | 2      | 0    | 0     | —           | —           | —     | —     | 18    | 2     |
| Waasland-Beveren | 2019–20      | Belgian First Division A | 15     | 0      | 0    | 0     | —           | —           | —     | —     | 15    | 0     |
| Waasland-Beveren | 2020–21      | Belgian First Division A | 5      | 0      | 1    | 0     | —           | —           | —     | —     | 6     | 0     |
| Waasland-Beveren | Total        | Total                    | 38     | 2      | 1    | 0     | —           | —           | —     | —     | 39    | 2     |
| Roda             | 2021–22      | Eerste Divisie           | 15     | 2      | 2    | 0     | —           | —           | —     | —     | 17    | 2     |
| Iraklis          | 2021–22      | Superleague Greece 2     | 17     | 8      | —    | —     | —           | —           | —     | —     | 17    | 8     |
| Iraklis          | 2022–23      | Superleague Greece 2     | 22     | 14     | 1    | 0     | —           | —           | —     | —     | 23    | 14    |
| Iraklis          | Total        | Total                    | 39     | 22     | 1    | 0     | —           | —           | —     | —     | 40    | 22    |
| Atromitos        | 2023–24      | Superleague Greece       | 23     | 3      | 3    | 2     | —           | —           | —     | —     | 26    | 5     |
| Career total     | Career total | Career total             | 115    | 29     | 7    | 2     | 0           | 0           | 0     | 0     | 122   | 31    |